# Oligacanthorhynchus cati
Oligacanthorhynchus cati är en hakmaskart som först beskrevs av Gupta och Kanchan Lata 1967.  Oligacanthorhynchus cati ingår i släktet Oligacanthorhynchus och familjen Oligacanthorhynchidae. Inga underarter finns listade i Catalogue of Life.